# Confesercenti
La Confesercenti è un'associazione di categoria che rappresenta le imprese italiane del commercio, del turismo e dei servizi, dell'artigianato e della piccola industria.
Confesercenti rappresenta 350.000 imprese italiane, per una occupazione di circa 1 milione di addetti. È articolata in 70 federazioni professionali, 20 sedi regionali, 120 sedi provinciali ed oltre 1000 fra sedi locali e sportelli. 
È firmataria, per parte datoriale, di diversi contratti collettivi nazionali, fra i quali quello del comparto Terziario, Distribuzione e Servizi e del comparto Turismo.
Con oltre 5.000 dipendenti, accanto alla tutela sindacale delle imprese associate, Confesercenti è specializzata nell'erogazione di servizi a vantaggio delle imprese associate, tra i quali: agevolazione nell'accesso al credito bancario, assistenza fiscale e tributaria, formazione professionale e permanente, gestione di fondi professionali, assistenza sanitaria, previdenza integrativa, accesso ai sussidi pubblici per gli investimenti, convenzioni agevolate, ecc.
È componente dell'Ueapme, organizzazione internazionale che rappresenta gli interessi delle piccole e medie imprese (PMI) e dell'artigianato dell'Unione europea.

## Storia
È stata fondata a Roma nel 1971 con la fusione di quattro associazioni settoriali di categoria: distributori di carburanti (FAIB), commercio ambulante (ANVAD), agenti di commercio (FIARC) e commercio in sede fissa (UNCIC), che decisero di dare vita ad una nuova confederazione del terziario (era già dal 1946 esistente a livello nazionale Confcommercio) come strumento in grado di tutelare e rappresentare le piccole e medie imprese del commercio. Confcommercio infatti, rappresentava tutto il comparto, dalle imprese individuali alle grandi imprese del terziario. 
Nell'ambito di Confesercenti si sviluppa l'esperienza di Conad. Nei primi anni settanta ha organizzato conferenze economiche dirette alla valorizzazione del ruolo delle piccole e medie imprese (PMI) del settore con la finalità di coinvolgerle nei processi economici fondamentali del Paese, affermando, contemporaneamente il principio secondo il quale la grande distribuzione non era l'unico soggetto in grado di competere nel mercato. Fra quelle degli anni '70 e '80, diverse ebbero per titolo “Dalla bottega all'impresa” e “Navigare il futuro”.
Negli anni novanta l'associazione ha sostenuto politiche volte al mantenimento degli equilibri tra piccola, media e grande distribuzione commerciale e, schierandosi contro la liberalizzazione assoluta del mercato, favorendo politiche volte alla programmazione.
Il confronto con il Governo si è acuito nella fase di elaborazione ed emanazione del cosiddetto decreto Bersani (1999), disciplina che ha previsto la liberalizzazione delle autorizzazioni amministrative per i negozi commerciali di piccole dimensioni, ottenendo comunque la limitazione delle aperture delle strutture di grandi dimensioni.
Dalla fine degli anni '90 ad oggi l'associazione ha partecipato alla contrattazione collettiva con i sindacati dei lavoratori ed alla ricerca di strumenti volti a garantire alle PMI prospettive di innovazione e sviluppo in un mercato sempre più globalizzato. 
Dal 30 ottobre 2006 insieme con Casartigiani, Confartigianato, Confcommercio e CNA, con il cosiddetto Patto del Capranica, costituisce il nucleo di organizzazioni che sfocerà nella costituzione di R.ETE. Imprese Italia, nata ufficialmente il 10 maggio 2010.
Dal 1994 al 2015 la Confesercenti è stata presieduta da Marco Venturi, il quale nell'aprile 2015 ha lasciato il posto a Massimo Vivoli, fino a quel momento vicepresidente vicario nonché presidente di Confesercenti Toscana e del consorzio fidi Italia Comfidi. Il 19 giugno 2017 viene eletta Presidente Nazionale dell'associazione l'imprenditrice Patrizia De Luise. A luglio 2025 l'incarico passa a Nico Gronchi, precedentemente Vice Presidente Vicario.